# 斯坎皮泰拉
斯坎皮泰拉（義大利語：Scampitella），是意大利阿韦利诺省的一个市镇。总面积15平方公里，人口1301人，人口密度86.7人/平方公里（2009年）。ISTAT代码为064097。